# هالبي زيلسترا
هالبي زيلسترا (بالهولندية: Halbe Zijlstra)‏ سياسي هولندي ولد في (21 يناير 1969) من حزب الشعب من أجل الحرية والديمقراطية. شغل منصب وزير الخارجية الهولندية من 26 أكتوبر 2017 - 13 فبراير 2018.